# Леонтьевка (Тюхтетский район)
Лео́нтьевка — село в Тюхтетском районе Красноярского края России. Административный центр Леонтьевского сельсовета.

## География
Село находится на левом берегу реки Четь, вблизи места впадения в неё реки Даниловка, на расстоянии примерно 11 км к северо-западу от села Тюхтет, административного центра района. Абсолютная высота — 171 м над уровнем моря.

## Население
| 2010 |
| ---- |
| 299  |

### Гендерный состав
По данным переписи населения 2010 года, в селе проживало 299 человек (139 мужчин и 160 женщин).

## Улицы
| - ул. Боброва, - ул. Даниловская, - ул. Леонтьевская, | - ул. Набережная, - ул. Первомайская, - ул. Центральнаяя. |